# De politie (Mrożek)
De politie is een hoorspel van Sławomir Mrożek. Die Polizei werd op 11 maart 1960 door Radio Bremen uitgezonden. Paul Vroom vertaalde het en de KRO bracht het in het programma Dinsdagavondtheater op 29 november 1966 (met een herhaling op 12 september 1967), als tweede in de serie Vijf maal Polen 1966. De regisseur was Willem Tollenaar. Het hoorspel duurde 70 minuten.

## Rolbezetting
- Lo van Hensbergen (de commissaris van politie)
- Wim van den Heuvel (de gedetineerde, een voormalig zamenzweerder, later adjudant)
- Allard van der Scheer (de sergeant van politie, een agent-provocateur)
- Fé Sciarone (de vrouw van de sergeant)
- Albert van Dalsum (de generaal)
- Jos van Turenhout (een politieagent)

## Inhoud
Het hoorspel speelt zich af in een niet bij name genoemde Oost-Europese staat, waar nog slechts één gevangene is die weigert een eed van trouw aan de koning te ondertekenen. Mrożeks geestige en absurdistische satire begint als die gevangene besluit te ondertekenen… en de politie zich realiseert dat er zonder gevangenen geen werk meer zal zijn! Er wordt gepoogd daar verandering in te brengen - met hilarische resultaten…